# Scotopelia bouvieri
Scotopelia bouvieri е вид птица от семейство Совови (Strigidae).

## Разпространение
Видът е разпространен из речните гори на Ангола, Камерун, Централноафриканска република, Република Конго, Демократична република Конго, Габон и Нигерия.